# Джанлука Манчіні
Джанлука Манчіні (італ. Gianluca Mancini, нар. 17 квітня 1996, Понтедера) — італійський футболіст, захисник клубу «Рома» та національної збірної Італії.

## Клубна кар'єра
Народився 17 квітня 1996 року в місті Понтедера. Вихованець юнацьких команд футбольних клубів «Вальдарно» та «Фіорентина». 10 липня 2015 року був відданий в оренду в клуб Серії Б «Перуджа», в якому і дебютував на дорослому рівні. За сезон 2015/16 Манчіні зіграв за клуб 14 ігор у всіх турнірах, після чого підписав контракт з клубом на повноцінній основі. 29 квітня 2017 року в поєдинку проти «Про Верчеллі» Манчіні забив свій перший гол за «Перуджу».
12 січня 2017 року Манчіні був придбаний «Аталантою», до якої приєднався влітку того ж року. Сума трансферу склала 800 тис. євро. 24 вересня в матчі проти свого рідного клубу «Фіорентини» він дебютував у Серії A, замінивши у другому таймі Рафаела Толоя. 4 лютого 2018 року в поєдинку проти «К'єво» Манчіні забив свій перший гол за «Аталанту». Станом на 11 серпня 2019 року відіграв за бергамський клуб 48 матчів у всіх турнірах.
У липні 2019 року на один сезон відправився в оренду до «Роми», по завершенні якої римляни викупили контракт гравця. 11 квітня він провів 100 матч у Серії А в домашній грі проти «Болоньї» (1:0), в якому він вперше одягнув капітанську пов'язку «джаллороссі», а на початку наступного сезону, з приходом нового тренера Жозе Моурінью він став віце-капітаном команди після Лоренцо Пеллегріні. 2022 року Манчіні допоміг команді виграти дебютний розіграш Ліги конференцій, зігравши в тому числі і у фінальному матчі проти «Феєнорда» (1:0).

## Виступи за збірні
З 2017 року залучався до складу молодіжної збірної Італії, у складі якої поїхав на домашній молодіжний чемпіонат Європи 2019 року, де зіграв у всіх трьох іграх, але італійці сенсаційно не вийшли з групи.
26 березня 2019 року дебютував в офіційних матчах у складі національної збірної Італії в грі відбору на Євро-2020 проти збірної Ліхтенштейну (6:0).
У 2021 році був включений до попередньої заявки на чемпіонат Європи 2020 року, але не потрапив до остаточного списку, програвши місце Рафаелю Толою.

## Статистика виступів

### Статистика клубних виступів
Станом на 25 травня 2022 року.
| Сезон                | Команда              | Чемпіонат            | Чемпіонат | Чемпіонат | Національний кубок | Національний кубок | Національний кубок | Континентальні кубки | Континентальні кубки | Континентальні кубки | Інші змагання | Інші змагання | Інші змагання | Усього | Усього |
| Сезон                | Команда              | Ліга                 | Ігор      | Голів     | Ліга               | Ігор               | Голів              | Ліга                 | Ігор                 | Голів                | Ліга          | Ігор          | Голів         | Ігор   | Голів  |
| -------------------- | -------------------- | -------------------- | --------- | --------- | ------------------ | ------------------ | ------------------ | -------------------- | -------------------- | -------------------- | ------------- | ------------- | ------------- | ------ | ------ |
| 2015–16              | «Перуджа»            | B                    | 12        | 0         | КІ                 | 2                  | 0                  | -                    | -                    | -                    | -             | -             | -             | 14     | 0      |
| 2016–17              | «Перуджа»            | B                    | 13+2      | 1         | КІ                 | 1                  | 0                  | -                    | -                    | -                    | -             | -             | -             | 16     | 1      |
| Усього за «Перуджу»  | Усього за «Перуджу»  | Усього за «Перуджу»  | 25+2      | 1         |                    | 3                  | 0                  |                      | -                    | -                    |               | -             | -             | 30     | 1      |
| 2017–18              | «Аталанта»           | A                    | 11        | 1         | КІ                 | 2                  | 0                  | ЛЄ                   | 0                    | 0                    | -             | -             | -             | 13     | 1      |
| 2018–19              | «Аталанта»           | A                    | 30        | 5         | КІ                 | 2                  | 0                  | ЛЄ                   | 3                    | 1                    | -             | -             | -             | 35     | 6      |
| Усього за «Аталанту» | Усього за «Аталанту» | Усього за «Аталанту» | 41        | 6         |                    | 4                  | 0                  |                      | 3                    | 1                    |               | -             | -             | 48     | 7      |
| 2019–20              | «Рома»               | A                    | 32        | 1         | КІ                 | 2                  | 0                  | ЛЄ                   | 7                    | 0                    | -             | -             | -             | 41     | 1      |
| 2020–21              | «Рома»               | A                    | 33        | 4         | КІ                 | 1                  | 0                  | ЛЄ                   | 7                    | 1                    | -             | -             | -             | 41     | 5      |
| 2021–22              | «Рома»               | A                    | 33        | 0         | КІ                 | 1                  | 0                  | ЛК                   | 12                   | 1                    | -             | -             | -             | 46     | 1      |
| Усього за «Рому»     | Усього за «Рому»     | Усього за «Рому»     | 98        | 5         |                    | 4                  | 0                  |                      | 26                   | 2                    |               | -             | -             | 128    | 7      |
| Усього за кар'єру    | Усього за кар'єру    | Усього за кар'єру    | 164+2     | 12        |                    | 11                 | 0                  |                      | 29                   | 3                    |               | -             | -             | 206    | 15     |

### Статистика виступів за збірну
Станом на 25 травня 2022 року.